# (17350) 1968 OJ
(17350) 1968 OJ est un astéroïde de la ceinture principale découvert en 1968.

## Description
(17350) 1968 OJ a été découvert le 18 juillet 1968 à l'observatoire du Cerro El Roble, un observatoire astronomique situé au Chili, par Carlos Torres et S. Cofré.

### Caractéristiques orbitales
L'orbite de cet astéroïde est caractérisée par un demi-grand axe de 2,75 UA, un périhélie de 2,37 UA, une excentricité de 0,14 et une inclinaison de 13,22° par rapport à l'écliptique. Du fait de ces caractéristiques, à savoir un demi-grand axe compris entre 2 et 3,2 UA et un périhélie supérieur à 1,666 UA, il est classé, selon la JPL Small-Body Database, comme objet de la ceinture principale.

### Caractéristiques physiques
(17350) 1968 OJ a une magnitude absolue (H) de 14,2 et un albédo estimé à 0,067.